# Schuldrecht (Frankreich)
In der französischen Rechtswissenschaft bezeichnet Schuldrecht (auch Obligationenrecht; französisch droit des obligations) ein Rechtsgebiet, das sich mit dem Zustandekommen und den Wirkungen obligatorischer Rechte befasst. Es gehört zu den Kerngebieten des französischen Zivilrechts und ist in den Art. 1101 bis 2278 C.civ. behandelt. Daneben bestehen Nebengesetze, wie das Verbrauchergesetzbuch (Code de la consommation). Es gliedert sich in vertragliche, vertragsähnliche (quasi-contrats) und gesetzliche Schuldverhältnisse sowie in die allgemeine Regeln zu deren Übertragung und Untergang.

## Vertragliche Schuldverhältnisse
Der Vertrag wird nach der französischen Rechtslehre als Schuld- bzw. „obligatorische“ (= schuldrechtliche) Einigung klassifiziert, damit vom einseitigen Rechtsgeschäft (wie Testament oder Schenkung) unterschieden und in Art. 1101 C.civ. legaldefiniert:

Le contrat est une convention par laquelle une ou plusieurs personnes s’obligent, envers une ou plusieurs autres, à donner, à faire ou à ne pas faire quelque chose.

„Der Vertrag ist ein Einigung, durch die sich eine oder mehrere Personen gegenüber einer oder mehrerer anderen Personen verpflichten, etwas zu geben, zu tun oder zu unterlassen.“

Der Zweck einer Schuldeinigung (convention obligationnelle) ist es, ein Schuldverhältnis zu begründen. Dadurch traditionell unterscheidet sich der Vertrag von anderen Einigungsarten: liberatorische (= Erlöschen von Schuldverhältnissen; vgl. Novation, Aufhebung), dingliche (vgl. Übereignung, Abtretung) usw.

### Vertragsabschluss

#### Rechts- und Geschäftsfähigkeit
Verträge können nach Art. 1123 C.civ. grundsätzlich von jedem (»toute personne«) geschlossen werden. Ausnahmen davon können sich aus dem Status einer Person oder der Natur des Vertrages ergeben. Es werden unterschieden:
Geschäftsfähigkeit (capacité d’exercice)Die Person kann Verträge selbst schließen, ist aber der Möglichkeit beraubt, die sich ergebenden Rechte selbst auszuüben, so zum Beispiel Minderjährige oder unter Vormundschaft stehende Erwachsene
Rechtsfähigkeit (capacité de jouissance)Der Person ist bereits der Vertragsabschluss selbst nicht möglich. Die Rechtsfähigkeit bezieht sich stets auf einen bestimmten Vertragstyp.

#### Wille zum Abschluss

##### Vertragsfreiheit
Wichtigste Vertragsvoraussetzung ist die Übereinstimmung (auch Konsens) der Vertragsparteien: Der Vertrag gilt, weil die Parteien es wollen. Grundsätzlich gilt hierbei Vertragsfreiheit, d. h. es steht jedem frei, ob, mit welchem Inhalt und mit welchem Vertragspartner er kontrahieren möchte. Diese klassische Doktrin wurde in neuerer Zeit durch zahlreiche Ausnahmen eingeschränkt; diese lassen sich in drei Gruppen einteilen:
1. Kontrahierungszwang: Der Vertrag wird mit bestimmtem Inhalt zwischen bestimmten Parteien auf Anordnung eines Richters geschlossen, so zum Beispiel nach Art. 285-1 C.civ.: Im Falle der Scheidung kann der Richter einen Mietvertrag über die Ehewohnung „anordnen“, wenn die Wohnung im Eigentum eines der Ehepartner steht und der andere Teil die elterliche Sorge ausübt.
2. Es kann ein Zwang zum Abschluss des Vertrages bestehen, wobei der Vertragspartner frei gewählt werden kann, so bei den Pflichtversicherungen.
3. Es kann frei stehen, ob ein Vertrag geschlossen wird; wird jedoch ein Vertrag geschlossen, kann der Partner nicht frei gewählt werden. Beispiele sind das Vorkaufsrecht staatlicher Stellen und Diskriminierungsverbote.

##### Angebot und Annahme
Damit ein Vertrag zwischen den Vertragsparteien entstehen kann, muss zunächst ein Angebot (offre oder pollicitation) zum Abschluss bestehen. Das Angebot muss präzis und konkret (précise et ferme) genug formuliert sein. Präzis ist es, wenn es alle zentralen Vertragselemente bereits enthält und die Annahme nur noch in bloßer Übereinstimmung besteht. Konkret ist es, wenn es ohne Vorbehalt gemacht wird; Vorbehalte können sich sowohl durch ausdrückliche Abmachung oder aus der Natur des Vertrages ergeben.
Da allein der Wille der Parteien für den Vertragsschluss verantwortlich ist, ist das Angebot grundsätzlich formlos möglich. Sie kann ausdrücklich oder stillschweigend (so genannte offre tacite) geschehen; bestimmten Personen oder der Allgemeinheit angetragen werden. Das Angebot ist grundsätzlich nicht verbindlich (Ausnahmen gelten im Handelsrecht). Sie ist jedoch dann verbindlich wenn, der Anbieter eine Frist für die Annahme vorgesehen hat; eine solche Frist kann sich auch aus dem Gesetz (Art. L311-8 und Art. L312-10 C.conso.) ergeben. Widerruft der Anbieter seine Angebot, obwohl eine solche Frist besteht, kann die Empfänger nach einer Ansicht Schadensersatzanspruch aus unerlaubter Handlung geltend machen, nach anderer Ansicht kommt der Vertrag dennoch unmittelbar zustande.

## Außervertragliche Schuldverhältnisse

### Deliktshaftung
Das französische Deliktsrecht wird im Zivilgesetzbuch im 3. Teil, 4. Titel, 2. Kapitel behandelt; dieser besteht aus nur fünf Artikeln 1382 bis 1386. Die generalklauselartige Abhandlung in solcher Kürze zwang die Rechtsprechung zur Rechtsfortbildung in großem Maße, so dass man in den Worten René Savatiers vom »gouvernement des juges en matière de responsabilité civile« sprechen kann.
Das Deliktsrecht unterscheidet sich vom Vertragsrecht durch die Verjährungsfristen: Im Deliktsrecht beträgt diese 10 Jahre, im Vertragsrecht kann sie von einem bis zu dreißig Jahren reichen. Freizeichnungsklauseln (clauses limitatives) sind im Vertragsrecht grundsätzlich erlaubt, im Deliktsrecht grundsätzlich als durch Ordre public verboten. Die Abgrenzung zwischen beiden Typen kann bisweilen schwierig sein, weshalb auch ihre vollständige Fusion zum Teil gefordert wird (so bereits im Gesetz vom 5. Juli 1985). Die Konkurrenz zwischen Ansprüchen aus Vertrag und unerlaubter Handlung ist wegen des schneidigen französischen Deliktsrecht anders als in Deutschland gelöst: Es gilt ein Verbot der Anspruchshäufung (non-cumul des responsabilités). Dieses Kumulationsverbot verbietet, dass der Geschädigte einer unerlaubten Handlung im Rahmen einer Vertragsbeziehung einen Schadensersatzanspruch geltend machen kann:

L’article 1382 du Code civil est inapplicable à la réparation d’un dommage se rattachant à l’exécution d’un engagement contractuel.

Der Kassationshof (KH; die Höchstgericht in Zivilrechtssachen) will davon nur für Fälle extremer Arglist – in der Literatur heftig kritisiert – Ausnahmen zulassen. Die Grenzen des Kumulationsverbots sind durch die Dauer des Vertrages und die Vertragspartner gesetzt. Vorvertragliche Pflichtverletzungen (fautes précontractuelles) werden durch das Deliktsrecht abgedeckt, Aufklärungspflichten sollen jedoch dem Vertragsrecht unterfallen. Ebenso unterfallen nachvertragliche Pflichtverletzungen (fautes postcontractuelles) dem Deliktsrecht.

#### Persönliche Haftung
Die Art. 1382 und 1383 C.civ. beschreiben zunächst die Voraussetzungen für schuldhaft verursachte Schäden: Dies sind faute, lien de causalité und dommage. Die Begriffe sind dabei weiter zu verstehen als Verschulden, Kausalzusammenhang und Schaden im deutschen Rechtskreis.

##### Verschulden
Das Verschulden wird als „ein Verstoß gegen das Verhalten“ definiert, „das man von Bürgern, die den Regeln des geordneten gesellschaftlichen Zusammenlebens mit Respekt und Umsicht begegnen, erwarten kann“. Im Gegensatz zu den vertraglichen Schuldverhältnissen, bei denen Haftungsmaßstab der Vertrag ist, ist der Verschuldensmaßstab diffuser und wird eher ex post vom Richter festgelegt; man spricht auch von der Sorgfalt des bonus paterfamilias.
Traditionell umfasst das Verschulden drei Elemente in Anlehnung an den dreiteiligen Straftataufbau:
1. faktisches Verhalten (comportement de fait, élément matériel): Grundlage des Verschuldens ist ein bestimmtes Fehlverhalten, eine haftungsbegründende unerlaubte Handlung, etwa ein einfacher Faustschlag; das Fehlverhalten kann entweder in Vorsatz oder in einem pflichtwidrigen Unterlassen (Fahrlässigkeit bzw. Nachlässigkeit) bestehen.
2. Urteilsfähigkeit (qualification juridique, élément juridique): In einem zweiten Schritt wird das Verhalten in Bezug gesetzt zu einem bestimmten Soll-Verhalten. Welches Verhalten wäre in abstracto noch angemessen gewesen? Freilich werden für diesen abstrakten Maßstab bestimmte konkrete Parameter dennoch berücksichtigt, etwa bestimmte berufliche Qualifikationen des Schädigers.
3. Vorwerfbarkeit und Zurechnungsfähigkeit (imputabilité du comportement, élément moral): Vorsatz im strafrechtlichen Sinne wurde für das Verschulden nie verlangt. Dennoch bestand Lehre und Rechtsprechung auf einem subjektiven Element. Der Schädiger musste sich der Folgen seines Verhaltens bewusst sein. Jedoch wurde es bald als unangemessen empfunden, dass der Geschädigte allein deshalb keinen Ausgleich erhalten sollte, weil sein Schädiger zufällig ein Minderjähriger oder ein Geisteskranker war. Dies wurde zunächst durch das Gesetz vom 3. Januar 1968 durch die Einfügung des Art. 489-2 C.civ. beseitigt, der bei Geisteskranken die Haftung ausdrücklich nicht ausschloss. Durch eine Plenarentscheidung vom 9. Mai 1984 wurde diese Regel auf Minderjährige ausgedehnt.

Ein Verschulden konstituiert zunächst jeder Verstoß gegen eine gesetzliche Verhaltensnorm. Dies betrifft zunächst Verstöße gegen das Strafrecht, aber auch gegen Normen des Zivilrechts (etwa Art. 1596 C.civ). Ob der Schädiger die Norm kennt, spielt keine Rolle: „Unwissenheit schützt vor Strafe nicht“. Besteht keine Norm, hat der Richter quasi-legislative Freiheit zu entscheiden, ob Ist- und Soll-Verhalten des Schädigers übereinstimmen. Beachtenswert sind folgende Fallgruppen:
- Berufsverschulden (faute professionelle): Verstöße gegen Verhaltensnormen einer Berufsgruppe können zu Deliktshaftung führen. Zwar besteht ohnehin Haftung gegenüber ihren Vertragspartnern, jedoch haften sie auch gegenüber Dritten, wenn sie die in ihrem Beruf übliche Sorgfalt verletzen, etwa wenn ein Architekt durch eine Fehlkonstruktion Schäden an einem Nachbarhaus verursacht.
- Dienstverschulden (faute de service): Bei dieser Fallgruppe geht es um die Frage, ob ein Angestellter, der bei Erfüllung seines Arbeitsvertrages ein Verschulden begeht, selbst haftet oder ob sein Arbeitgeber für ihn haftet. Im Verwaltungsrecht wird bei Beamten in diesen Fällen zwischen persönlichem und Dienstverschulden unterschieden. Der Kassationshof hielt lange Zeit die persönliche Haftung des Arbeitnehmers aufrecht. In neuerer Zeit schloss sie sich jedoch der verwaltungsrechtlichen Handhabung an und schloss eine persönliche Haftung des Arbeitnehmers aus, wenn die schädigende Handlung im Rahmen seiner beruflichen Aufgabe geschah.
- Unterlassungsverschulden (faute d’abstention): Die individualistische Vorliebe des Zivilgesetzbuchs sperrte sich zunächst gegen die Anerkennung von Unterlassung als Haftungsgrund, außer in den Fällen, in denen kraft Gesetzes eine Handlungspflicht bestand. In neuerer Zeit wurde diese Haltung aufgegeben: Es gilt Antoine Loysels Rechtssprichwort: »qui peut et n’empêche, pêche«[Anm 9].
- Sport- oder Spielverschulden (faute de jeu): Im Rahmen sportlicher Veranstaltungen kann nicht aus unerlaubter Handlung geklagt werden, wenn die erlittenen Verletzungen lediglich im Rahmen des normalen Verletzungsrisikos der Sportart liegen. Ein Foul während eines Fußballspiels ist nicht zwingend Verschulden im rechtlichen Sinne. Dies gilt freilich nicht für am Spiel unbeteiligte Personen.
- Verschulden bei Vertragserfüllung (faute dans l’exécution d’un contrat): Aufgrund der Kumulationsverbot gilt grundsätzlich, dass neben einem Vertrag Deliktshaftung ausgeschlossen ist. Raum für Deliktshaftung bleibt somit nur dann, wenn 1. ein Dritter einen Vertragspartner bei einer Vertragsverletzungs unterstützt oder 2. ein Dritter durch die Vertragsverletzung Schaden erleidet. Seit einer Plenarentscheidung aus dem Jahre 2006 wird als Maßstab für die Deliktshaftung das vertragsgemäße Verhalten herangezogen.
- Rechtsmissbrauch: Seit Beginn des 20. Jahrhunderts ist anerkannt, dass der Inhaber eines Rechts deliktisch belangt werden kann, wenn er dieses Recht missbräuchlich einsetzt. Dies ist unbestritten dann gegeben, wenn er das Recht in schädlichem Vorsatz (intention de nuire) gebraucht, wird ferner aber auch dann angenommen, wenn das Recht mit „tadelnswerte Leichtfertigkeit“ (légèreté blâmable) gebraucht wird. Dies wurde vom Kassationshof beispielsweise dann bejaht, wenn ein Verbraucherorganisation in ihrer Zeitschrift ohne objektive Grundlage ihr Recht zur Kritik (droit de critique) einsetzte, um das Produkt eines Unternehmens mit accusations hâtives zu bedenken (KH, 7.11.1990 – II ZK)[2].

##### Kausalzusammenhang
Wer aus unerlaubter Handlung klagt, muss ferner beweisen, dass der Schaden dem Beklagten zuzurechnen ist. Der Kausalzusammenhang ist dabei aber eher im Wege richterlicher Wertung als eine praktische Frage der Zurechnung denn als echtes rechtsdogmatisches Problem wie im deutschen Recht zu verstehen. Zwar werden auch im französischen Schrifttum die Äquivalenztheorie und die Adäquanztheorie vertreten, doch sind sie – in der Rechtsprechung unbeachtet – praktisch bar jeglicher Relevanz. Folgende Fallgruppen verdienen besondere Aufmerksamkeit:
- besondere Veranlagung des Geschädigten: Es gilt der Grundsatz „der Schädiger muss den Geschädigten so hinnehmen, wie es ist“[Anm 10]. Der Schädiger kann sich bei einem Unfall mit einem Bluter nicht dadurch entlasten, dass die Schäden bei einem gesunden Geschädigten viel geringer ausgefallen wären.
- Haftungskaskade (dommages en cascade): Kommt es nach und aufgrund des ersten Schadensereignisses zu einem zweiten, so wird die Haftung des ersten Schädigers durch den Folgeschaden nicht ausgeschlossen. Kommt der Geschädigte eines Verkehrsunfalles auf dem Weg ins Krankenhaus bei einem zweiten Unfall um, haftet der Verursacher des Verkehrsunfalles auch für den Tod des Geschädigten (KH, II ZK 13.10.1976, beachte aber StrK 14.06.1990). Das soll selbst dann gelten, wenn ein Dritter (der Ehemann) nach dem Tod des Geschädigten (seiner Ehefrau) Suizid begeht (KH, 17.05.1973 – II ZK).
- Gruppe von Schädigern: Begeht eine Gruppe von Schädigern eine unerlaubte Handlung so sind sie als Mittäter (coauteurs) haftbar. Für Deliktshaftung soll jedoch nicht genügen, wenn der Schädiger sich nur zufällig in einer Gruppe befand (so in den Jagdfällen).
- höhere Gewalt: Das Verschulden wird durch höhere Gewalt ausgeschlossen, wenn sie selbst durch höhere Gewalt verursacht wurde. Darüber hinaus wird aber auch die Kausalzusammenhang verneint, wenn höhere Gewalt nach dem Schadensereignis hinzutritt. Hier ist zu vergleichen, ob der Schaden selbst dann so entstanden wäre, wenn keine Verschulden vorgelegen hätte.
- unsichere Kausalität und verlorene Chance: Ist die Kausalität des Schadensereignisses unsicher (causalité incertaine), aber besteht unstreitig Kausalität zwischen der Handlung des Schädigers und dem Schadensereignis, so ist der Schädiger dennoch haftbar, da er dem Geschädigten den Verlust einer Chance (perte d’une chance) verursacht hat. Begeht ein Arzt einen ärztlichen Kunstfehler, kann aber nicht sicher bewiesen werden, dass der Patient nicht ohnehin verstorben wäre, so ist der Arzt haftbar, da er dem Patienten die Chance auf Genesung genommen hat (KH, 18.03.1969 – I ZK).

Sind zwei Verschulden simultan für den Schaden verantwortlich, so ist jeder von beiden Schädigern voll für den Schaden verantwortlich. Der Geschädigte kann sich in diesem Fall aussuchen, von welchem Schädiger er den Schaden ersetzt haben möchte; sie sind gegenüber dem gesamtschuldnerischen Geschädigten haftbar. Im Verhältnis der Schädiger untereinander legt der Richter eine Quote fest, so dass ein Schädiger den anderen für seine Quote in Regress nehmen kann. Liegt ein Verschulden des Geschädigten selbst vor, so geht dies zu seinen eigenen Lasten.

#### Fremdhaftung
Die Absätze 4 bis 6 des Art. 1384 beschreiben die Voraussetzungen der Haftung für Dritte: Abs. 4 für die Haftung von Eltern für ihre Kinder, Abs. 5 für Geschäftsherrn (commettants) bei Verrichtungsgehilfen (préposés) und Abs. 6 bei Lehrern für ihre Schüler. Im Gegensatz zum deutschen § 831 BGB besteht bei Gehilfen kein Exkulpationsmöglichkeit.

##### Haftung des Aufsichtspflichtigen

###### Elternhaftung (Art. 1384 Abs.4 C.civ.)
Die klassische Auffassung der Haftung von Eltern für ihre Kinder basierte auf der Vorstellung einer doppelten Verschulden: Zum einen das Verschulden des Kindes, die bei einem Dritten zum Schaden führte, zum anderen das Verschulden der Eltern (bis 1970 des Vaters), die ihr Kind schlecht erzogen oder beaufsichtigt hatten, als Reaktion auf ihre die Befugnisse, die ihnen nach Art. 371-3 C.civ. zustehen. Dabei wurde das Verschulden der Eltern vermutet, konnte also widerlegt werden. Diese Auffassung ist heute durch die Rechtsprechung überholt. Ein eigenes Verschulden des Kindes ist nicht mehr erforderlich. Gleichermaßen ist ein eigenes Verschulden der Eltern keine Voraussetzung mehr ihrer Haftung. Nach der Entwicklung des modernen Versicherungswesens ist die zugrunde liegende Vorstellung vielmehr, dass Kinder – ähnliche gefährlichen Gegenständen – ein Risiko für die Gesellschaft darstellen, deren Versicherung den Eltern eher als den Geschädigten ansteht.
Voraussetzungen der Elternhaftung für ihre Kinder sind somit:
- Vom Minderjährigen verursachter Schaden: Eine Haftung kommt nur bei Minderjährigen in Betracht; sie scheidet aus mit der Volljährigkeit (émancipation). Ein eigenes Verschulden des Minderjährigen ist nicht mehr notwendig. Die Haftung der Eltern ist somit nicht mehr als Garantie, sondern als Substitution der Haftung des Kindes zu verstehen, wie das Plenum des Kassationshofs in einem Entscheidung vom 13. Dezember 2002 bekräftigte:

« Pour que la responsabilité de plein droit des père et mère exerçant l’autorité parentale sur un mineur habitant avec eux puisse être recherchée, il suffit que le dommage invoqué par la victime ait été causé par le fait, même non fautif, du mineur. »

- Ein Elternteil, der elterliche Sorge (autorité parentale) ausübt
- Zusammenleben von Eltern und Kind (cohabitation): Zusammenleben besteht nach neuerer Rechtsprechung immer, solange das Kind minderjährig ist; sie endet weder durch einen Aufenthalt bei den Großeltern, in einem Internat und selbst dann nicht, wenn das Kind ohne Erlaubnis das elterliche Haus verlässt.

Rechtsfolge ist, dass die Eltern gesamtschuldnerisch für den entstandenen Schaden einzustehen haben.

###### Haftung von Lehrern für Schüler
Die Haftung von Lehrern für ihre Schüler ist ein Relikt aus der Entstehungszeit des Zivilgesetzbuchs, zu der die Bildung noch größtenteils privat organisiert war. Die Verstaatlichung des Bildungswesens musste deshalb bei der Haftung von Lehrern zu Veränderung führen. Durch Gesetz vom 5. April 1937 ist klargestellt, dass Lehrer nur für ein eigenes Verschulden haften. Ohnehin trifft in diesen Fällen meist den Staat die Schadensersatzpflicht. Der Reform-Vorentwurf des Obligationenrechts schlägt deshalb die Abschaffung der Lehrerhaftung in Art. 1384 C.civ. vor.

###### Haftung von Handwerkern für Lehrlinge
Die Haftung eines Handwerkers (artisan) für seinen Lehrling (apprenti) nach Art. 1384 geht darauf zurück, dass zur Entstehungszeit des Zivilgesetzbuchs die Lehrlinge bei ihrem Meister wohnten und mit dem Umzug vom elterlichen Haus zugleich eine Art Übertragung der elterlichen Sorge verbunden war. Die Haftung des Handwerkers ist deshalb auch ähnlich wie die der Eltern geregelt: Der Handwerker haftet, wenn der Lehrling tatsächlich bei ihm wohnt, sonst, während der Zeit, die er unter Aufsicht des Meister steht. Der Handwerker kann sich exkulpieren.

##### Geschäftsherrenhaftung
Die Haftung des Geschäftsherrn für seine Gehilfen ist der praktisch wichtigste Fall der Fremdhaftung. Deren Grundgedanken finden sich hier in konzentrierter Form wieder: Der Dritte führt Aufgaben im Interesse und unter Anleitung des Geschäftsherrn durch; der Geschäftsherr schafft damit ein Risiko und sein Verschulden bei der Überwachung und Anleitung wird vermutet und dem Geschädigten damit ein zahlungskräftiger Schuldner gegeben, dem es obliegt sich zu versichern.
Voraussetzung der Geschäftsherrenhaftung sind:
1. Unterordnungsverhältnis zwischen Geschäftsherrn und Hilfsperson: Der Dritte muss Hilfsperson des Haftenden sein; dies zeigt sich zumeist darin, dass zwischen den beiden ein Autoritätsverhältnis (lien d’autorité), ein Kausalzusammenhang, besteht. Dies kann zunächst aus einem Rechtsverhältnis hervorgehen: meist einem Arbeits- oder einem Bevollmächtigungsvertrag. Kein bloßer Gehilfe ist hingegen beim Werkvertrag anzunehmen. Es genügt jedoch auch eine reine faktische Kausalzusammenhang: So, wenn der Eigentümer eines Autos das Steuer kurz einem Freund übergibt und als Beifahrer mitfährt.
2. Verschulden der Hilfsperson: Ursprünglich wurde ein eigenes Verschulden des Gehilfen verlangt. Jedoch hat die Rechtsprechung die Geschäftsherrenstellung im Laufe der Zeit von einer Garantiestellung zu einer Substitutionsstellung gewandelt: Zum einen ist ein Verschulden der Hilfsperson dann ausgeschlossen, wenn dieser Sachhalter ist. Zum andern ist ein eigenes Verschulden der Hilfsperson dann nicht nötig, wenn der Schaden bei einem Vertragspartner des Geschäftsherrn entsteht, da in diesem Falle der Geschäftsherr ohnehin vertraglich haftet. Zuletzt ist im Rahmen des Konstrukts des dienstlichen Verschuldens die persönliche Gehilfenhaftung ausgeschlossen; dennoch haftet der Geschäftsherr auch Nichtvertragspartnern gegenüber.
3. Verschulden in Ausübung seiner Funktion: Der Geschäftsherr haftet nur dann für sein Hilfsperson, wenn dieser in Ausübung dieser Funktion einen Schaden verursacht. Umstritten ist dies dann, wenn die Hilfsperson den ihm zugewiesenen Aufgabenbereich für private Tätigkeiten missbraucht, etwa der Chauffeur, der in seinem Dienstwagen private Personentransporte durchführt. Es stehen sich eine enge und eine weite Auslegung gegenüber: Die Zivilkammern vertreten eine enge Auffassung, der zufolge der Geschäftsherr nicht haftet, wenn der Gehilfe die Grenzen der ihm zugewiesenen Aufgabe überschreitet; die Strafkammer hielt lange Zeit die weite Auffassung aufrecht, nach der eine Haftung des Geschäftsherrn auch dann besteht, wenn die Hilfsperson bei Gelegenheit der Ausführung seines Auftrages einen Schaden verursacht. Der Streit scheint nach einer Plenarentscheidung zugunsten der engeren Auffassung entschieden. Die Literatur steht der engen, geschädigtenfeindlichen Haltung jedoch mit Skepsis gegenüber.

Sind diese Voraussetzungen erfüllt, haftet der Geschäftsherr für den Gehilfen; Exkulpation ist nicht möglich. Grundsätzlich haftet auch die Hilfsperson selbst gesamtschuldnerisch mit dem Geschäftsherrn. Nach tradierter Auffassung konnte selbstverständlich der Geschäftsherr später den Hilfspersonen in Regress nehmen, zumindest in den Fällen, in denen ein Verschulden der Hilfspersonen gegeben war. In der Praxis tritt dieser Fall nicht auf, da den Versicherern der Regress nach Art. 121-12 Abs. 3 C.assur. verboten ist.

##### Allgemeine Fremdhaftung durch richterliche Rechtsfortbildung
Bis ins Jahr 1991 war die Fremdhaftung auf die im Gesetz vorgesehenen Fallgruppen beschränkt. In einer Plenarentscheidung „Blieck“ vom 29. März 1991 wurde diese Ansicht revidiert und Art. 1384 Abs. 1 zur Grundlage eines Prinzips der Fremdhaftung erhoben. Weiterhin haften nach Ansicht der Rechtsprechung juristische Personen für Verschulden, die durch ihre Organe als natürliche Personen begangen wurden.

#### Sachhaftung

##### Verschuldensunabhängige Sachhalterhaftung
Art. 1384 Abs. 1 C.civ. statuiert eine Schadensersatzpflicht bei durch Sachen angerichteten Schäden. Vom Gesetzgeber noch als bloße Überleitung auf die Art. 1385 und 1386 bezogen, hat der Kassationshof in einer Grundsatzentscheidung bereits 1896 (arrêt du remorqueur, KH, ZK 16.06.1896) den Artikel zur eigenständigen Deliktshaftungsbegründung erhoben: Verursacht eine Sache eine Schaden, wird vermutet, dass ihr Sachhalter (gardien de la chose) ein Verschulden begangen hat. Im Urteil „Jand’heur“ (KH, 13.02.1930) wurde ferner klargestellt, dass die Haftung »à la garde de la chose, non à la chose elle-même« anknüpft und somit in der Literatur befürworteten Einschränkungen an die Sache eine Absage erteilt. Ob die Sache beweglich oder unbeweglich ist, ob sie einen inneren Mangel (vice inhérent) hat, ob sie gefährlich ist oder ob sie in Bewegung ist oder nicht, spielt keine Rolle: Jede Sache kann die Haftung nach Art. 1384 Abs. 1 C.civ. begründen.
Ferner ist ohne Belang, ob die Sache den Schaden von sich aus verursacht oder von einem Menschen geführt wird, wie etwa ein Auto. Es genügt, dass ein Kausalzusammenhang zwischen dem Schaden und ihr besteht, was im Wege wertender Betrachtung geschieht. Den Beweis für Beeinträchtigung durch die Sache muss der Geschädigte bringen, der Kausalzusammenhang wird zu seinen Gunsten vermutet, außer in folgenden Fällen:
- ruhende Sache (chose inerte): War die Sache rein passiv, muss bewiesen werden, dass sie in einem besonderen Zustand war (fehlerhafte Treppe, rutschiger Boden und so weiter).
- kein Kontakt: Bestand kein Kontakt zwischen Geschädigte und der Sache, muss der Geschädigte beweisen, wie sie dennoch den Schaden verursachen konnte (Beispiel: Ein fliegender Fußball bewegt einen Fahrradfahrer zu einem Ausweichmanöver).

Haftungsadressat ist der Sachhalter; Sachhalter ist, wer den Gebrauch, das Führen und das Innehaben der tatsächlichen Gewalt (l’usage, la direction et le contrôle) bestimmt, da er – zumindest theoretisch – den Schaden verhindern kann. Dies bedeutet eine rein faktische Betrachtungsweise: auch der Dieb wird Sachhalter, kein Besitzer. Ebenso wenig ist der Verrichtungsgehilfe Sachhalter, da er zwar Gebrauch (usage), aber nicht Führen (direction) bestimmt. Wenig konsequent mag wirken, dass die Rechtsprechung der Sachhalt rein objektiv betrachtet und auch Kinder und Geisteskranke (déments) Sachhalt ausüben können. Entscheidender Zeitpunkt ist der Zeitpunkt des Schadenseintritts. Es wird widerleglich zugunsten des Geschädigten vermutet, dass der Besitzer Sachhalter ist.
Bei einer Vielzahl von Personen kann auch ein Sachhalt mit gesamter Hand (garde en commun) bestehen, beispielsweise bei einer Gruppe von Fußballspielern oder einer Jagdgesellschaft. In der Rechtsprechung findet sich vereinzelt die vom Schrifttum heftig angegriffene Unterscheidung nach Zustandsstörer (gardien de la structure) und Verhaltensstörer (gardien du comportement) (KH, 30.11.1988 – II ZK): Der Hersteller eines Fernsehgerätes sollte in casu auch noch sieben Jahre nach Verkauf Zustandsstörer für dessen Konstruktion sein und somit auch für dessen Implosion haften. Verursachen mehrere Gegenstände den Schaden gemeinsam, ist der Zustandsstörer als Sachhalter jedes Gegenstandes haftbar (responsabilités croisées).
Der Sachhalter kann sich exkulpieren (exonération), wenn er nachweist, dass der Geschädigte in das Verletzungsrisiko eingewilligt hat. Dieser Fall spielt vor allem im Bereich von Freizeitaktivitäten wie Ballsport oder Reitsport eine Rolle. Die Anforderungen an höhere Gewalt sind demgegenüber für den vermeintlichen Schädiger viel schwerer zu erfüllen: Es muss 1. eine Tatsache vorliegen, die außerhalb der Sache selbst ist (fait extérieur à la chose), 2. muss die Tatsache unvorhersehbar sein (fait imprévisible), und 3. muss die Tatsache unwiderstehlich gewesen sein (fait irrésistible, insurmontable ou inévitable). Eine Exkulpation bei Mitverschulden des Täters kann zu völligen Freistellung von der Haftung führen, wenn dessen Mitverschulden höhere Gewalt oder Zufall gleichkommt. Handelt es sich nur um ein einfaches Verschulden (faute simple) des Geschädigten, kommt zumindest eine teilweise Exkulpation in Betracht. Die Rechtsprechung des Kassationshofs hat die Möglichkeit einer teilweisen Exkulpation zwar zeitweise für Straßenverkehrsunfälle in Zweifel gezogen (so im berühmten Urteil „Desmares“, KH, 21.07.1982 – II ZK), was jedoch mit dem Einschreiten des Gesetzgebers für diese Fälle obsolet geworden ist. Zuletzt kann sich der Schädiger exkulpieren, wenn er nachweist, dass Drittverschulden (fait d’un tiers) wie höhere Gewalt oder Zufall den Schaden verursacht hat. Ist das Drittverschulden nur teilweise für den Schaden ursächlich, ist der Schädiger zwar zu 100 % gegenüber dem Geschädigten verantwortlich, kann jedoch den Dritten durch eine Rückgriffsklage (action récursoire) in Regress nehmen.

##### Besondere Haftungstatbestände
- Tierhalterhaftung. Bereits bei Schaffung des Zivilgesetzbuchs war in Art. 1385 die Haftung des Tierhalters bzw. dessen, der das Tier einsetzt, statuiert. Mit dem Urteil vom 27. Oktober 1885 wurde diese Haftung dadurch verschärft, dass Exkulpation nur noch bei höhere Gewalt möglich war. Art. 1385 C.civ. ist nicht für Schäden, die durch Wild verursacht werden, anwendbar (KH, 09.01.1991 – II ZK). Seine Bedeutung ist mit der Anerkennung von Art. 1384 als eigenständiger Anspruchsgrundlage stark geschwunden.
- Gebäudeeigentümerhaftung. Gleichermaßen seit 1804 ist die Haftung des Gebäudeeigentümer in Art. 1386 C.civ. verankert. Dieser haftet für Schäden, die durch Trümmer (ruine) aufgrund schlechter Konstruktion (vice de construction) oder Wartung (défaut d’entretien) verursacht werden. Es haftet nur der Eigentümer, nicht der bloße Sachhalter.
- Haftung für Arbeitsunfälle. Bei der Haftung für Arbeitsunfälle wird das droit commun größtenteils vom Sozialversicherungsrecht überlagert: Dem Arbeitnehmer steht automatisch für Arbeitsunfälle mit Körperschäden ein Schadensersatzanspruch zu, der von den Sozialversicherungskassen (Caisses de Sécurité sociale) übernommen wird. Darüberhinausgehende Schäden werden von den Sozialversicherungen nur ersetzt, wenn ein unentschuldbare Verschulden (faute inexcusable) von Seiten des Arbeitgebers nachgewiesen werden kann. Gegenüber seinem Arbeitgeber scheidet ein Anspruch des Arbeitnehmers nach Art. 1384 C.civ. aus; gegenüber Dritten kann dagegen ein solcher Anspruch bestehen.
- Haftung für Brandschäden. Mit Gesetz vom 7. November 1922 hat der französische Gesetzgeber die Grundregel des Art. 1384 Abs. 1 C.civ. für Brandschäden in den Abs. 2 und 3 ausgeschaltet: Bei Schäden die durch den Brand von beweglichen oder unbeweglichen Gegenständen verursacht werden, besteht keine Gefährdungshaftung: Es muss ein Verschulden nachgewiesen werden. Da diese Regelung den Geschädigten ungünstig ist, legen die Gerichte sie eng aus.
- Haftung für von Flugzeugen verursachte Schäden. Schäden, die den Passagieren bei einem Flugzeugunfall entstehen, begründen grundsätzlich vertragliche Haftung. Für internationale Flugunfälle wurde durch die Konvention von Montréal vom 28. Mai 1999 geregelt, dass diese zu automatischer Haftung gegenüber dem Passagier führen, was durch Artikel L. 321-3 des Luftfahrtgesetzbuchs[Anm 14] auch auf rein nationale Flüge ausgedehnt wurde. Die Haftung ist außer in Fällen von unentschuldbares Verschulden begrenzt. Schäden, die Dritten entstehen, sind diesen selbst in Fällen von höhere Gewalt zu ersetzen (Gesetz vom 31. Mai 1924).
- Schiffskollisionen (abordage). Bei Zusammenstößen von Wasserfahrzeugen (engins flottants) ist durch Gesetz vom 5. Juli 1934 für die Binnenschifffahrt und durch Gesetz vom 7. Juli 1967 für die Seeschifffahrt die Haftung nach Art. 1843 C.civ. ausgeschlossen. Außer in Fällen von nachgewiesener Verschulden obliegt es den Geschädigten, sich an ihre Versicherung zu halten.
- Nachbarschaftsstreitigkeiten. Beeinträchtigungen, die von Nachbargrundstücken ausgingen, wurden lange Zeit als Rechtsmissbrauch (in diesem Falle des Eigentums), Verschulden oder unter dem Aspekt des Sachhalts (etwa an gesundheitsschädlichen Dämpfen) behandelt. Seit zwei Urteile des Kassationshofs (KH, III ZK 04.02.1971 und II ZK 19.11.1986) sollen sich derlei Ansprüche jedoch auf eine eigenständige Grundlage der „Überschreitung der normalen nachbarschaftlicher Beeinträchtigung“[Anm 15], die sogar ohne Verschulden einschlägig sein soll. Was dabei noch als normale Beeinträchtigung gilt, unterliegt der freien Würdigung der Richter erster Instanz. Haftender ist immer der Eigentümer, daneben aber auch der tatsächliche Verursacher der Beeinträchtigung.
- Straßenverkehrsunfälle. Straßenverkehrsunfälle bildeten lange Zeit das Paradigma, an dem sich die Rechtsprechung zu Art. 1384 C.civ. entwickelte, bis die Materie ob ihrer praktischen Bedeutung schließlich Gesetz vom 5. Juli 1985 legislatorische Zuwendung erhielt.
  - Anwendbarkeit: Das Gesetz findet Anwendung auf alle Unfälle, die durch motorgetriebene Landfahrzeuge (véhicules terrestres à moteur) verursacht sind mit Ausnahme von Schienenfahrzeugen; Schäden die von anderen an einem solchen Fahrzeug verursacht werden, werden über das droit commun (Art. 1382 bei Fußgängern, Art. 1384 bei Radfahrern) abgewickelt. Zweite Voraussetzung der Anwendbarkeit des Gesetzes ist, dass es sich der Schaden in Zusammenhang mit den Straßenverkehr steht: Dieser wird dabei weit definiert und umfasst auch Schäden auf Privatgrundstücken sowie jegliche Bewegung des Fahrzeugs. Das Gesetz unterscheidet weder danach, ob der Schaden durch Privat- oder öffentliche Personen verursacht wurde, noch ob zwischen dem Schädiger und dem Geschädigten ein Vertrag bestand oder nicht (Art. 1). Das Gesetz hat Vorrang vor allen anderen potentiell anwendbaren Regelungen (etwa Art. 1384).
  - Haftungsvoraussetzungen: Der Geschädigte hat einen Schadensersatzanspruch, sobald ein Fahrzeug in den Unfall „verwickelt“ (»impliqué«) ist. Diese Verwicklung umfasst weit mehr als bloße Kausalität und wird in zwei Gruppen eingeteilt: Verwicklung in den Unfall und Verwicklung in den Schaden. Für die Verwicklung in den Unfall ist es gleichgültig, ob das Fahrzeug aktiv im Verkehr unterwegs oder bloß geparkt war. Verwicklung in den Unfall liegt vielmehr immer vor, wenn es zu einem Zusammenstoß (choc) kam; der Geschädigte muss jedoch nicht am Zusammenstoß beteiligt gewesen sein: Werden bei einem Zusammenstoß zweier Fahrzeuge Teile umhergeschleudert und verletzen einen Fußgänger, sind sie auch in diesen Unfall verwickelt (KH, 28.02.1990 – II ZK). Ein Fahrzeug ist aber auch dann in einen Unfall verwickelt, wenn kein Zusammenstoß vorfällt, das Fahrzeug jedoch „eine Rolle spielt“ (»joue un rôle«, KH, 19.02.1992 – II ZK). Die Verwicklung in den Schaden erfordert, dass der Schaden dem Schädiger zurechenbar ist, was vermutet wird.
  - Haftender: ist nach Art. 2 des Gesetzes der Fahrer des Fahrzeugs sowie der Sachhalter.
  - Exkulpation: Nach Art. 2 ist selbst bei höhere Gewalt Exkulpation ausgeschlossen; der Weg zur Exkulpation kann allein durch Vorsatz oder ein eigenes Verschulden des Geschädigten als einzige Unfallursache eröffnet werden (Art. 3 Abs. 3). Auch in diesen Fällen ist Exkulpation jedoch auf Personen unter 16 Jahren oder über 70 Jahren beschränkt.
- Produkthaftung: Die Produkthaftung geht auf die EG-Richtlinie 85/374 EG zurück, wenn diese auch in Frankreich mit einer Verspätung von mehr als 10 Jahren im Gesetz vom 19. Mai 1998 umgesetzt wurde. Sie findet sich in den Art. 1386-1 ff. C.civ. Die Produkthaftung tritt kumulativ zur Haftung nach dem droit commun. Anwendbar sind die Art. 1386-1 ff. C.civ. in sachlicher Hinsicht, wenn ein fehlerhaftes Produkt in den Vertrieb gelangt ist und dieses ein Schaden verursacht hat. In persönlicher Hinsicht muss der Haftende Produzent des fehlerhaften Produktes sein.

#### Schadensersatz

##### Ersatzfähiger Schaden
Der Geschädigte hat die Beweislast für die Existenz des Schadens (dommage oder préjudice). Jedoch unterscheiden sich die zu beweisenden Tatsachen im Einzelnen je nach Schadensart.